# 식스센스: 시티투어
《식스센스: 시티투어》는  tvN 에서 방송 되는 텔레비전 프로그램이다.

## 역대 출연자

### 1기
- 유재석
- 송은이
- 고경표
- 미미 (오마이걸)

### 2기
- 유재석
- 지석진
- 고경표
- 미미 (오마이걸)